# Mrs. America (mini-série)
Mrs. America est une mini-série américaine en 9 épisodes de 43 à 54 minutes, créée par Dahvi Waller et diffusée entre le 15 avril 2020 et le 27 mai 2020 sur la chaîne virtuelle FX on Hulu, accessible via le service Hulu.
La série suit le combat du mouvement féministe américain pour faire adopter l'Equal Rights Amendment et, en parallèle, celui mené par la conservatrice Phyllis Schlafly pour contrer cette proposition. Elle mélange donc faits réels et éléments de fiction.
En France, la série a été diffusée entre le 16 avril 2020 et le 28 mai 2020 sur le service MyCanal puis à la télévision entre le 10 août 2020 et le 24 août 2020 sur Canal+,. En Belgique, la série est disponible depuis le octobre 2021 sur Disney+.

## Synopsis
Dans les années 1970, Phyllis Schlafly, une femme politique américaine conservatrice, devient la figure de proue du mouvement antiféministe contre la ratification de l'Equal Rights Amendment, visant à inscrire l'égalité des droits entre les sexes dans la Constitution des États-Unis, et qui a suscité de vives réactions dans l'opinion. La série est inspirée d'une histoire vraie.

## Distribution

### Acteurs principaux
- Cate Blanchett (VF : Juliette Degenne) : Phyllis Schlafly, militante conservatrice, fondatrice du mouvement STOP ERA
- Rose Byrne (VF : Pamela Ravassard) : Gloria Steinem, militante féministe, journaliste, cofondatrice du National Women's Political Caucus (en) et de Ms. Magazine
- Uzo Aduba (VF : Céline Ronté) : Shirley Chisholm, parlementaire, candidate à la primaire démocrate pour l'élection présidentielle américaine de 1972
- Elizabeth Banks (VF : Marie-Eugénie Maréchal) : Jill Ruckelshaus, républicaine et militante féministe, cofondatrice de NOW et du National Women's Political Caucus (en), directrice du bureau de la Maison-Blanche chargé des femmes sous la présidence de Richard Nixon
- Kayli Carter (VF : Sophie Troise) : Pamela, militante de STOP ERA
- Ari Graynor (VF : Anne-Charlotte Piau) : Brenda Feigen (en), féministe et juriste, vice-présidente de NOW
- Melanie Lynskey (VF : Lydia Cherton) : Rosemary Thomson, militante de STOP ERA
- Margo Martindale (VF : Coco Noël) : Bella Abzug, parlementaire démocrate, cofondatrice de NOW et du National Women's Political Caucus (en), dirigeante du National Advisory Committee for Women (en)
- John Slattery (VF : Éric Legrand) : Fred Schlafly, mari de Phyllis Schlafly
- Jeanne Tripplehorn (VF : Danièle Douet) : Eleanor Schlafly, belle-sœur de Phyllis Schlafly
- Tracey Ullman (VF : Anne Plumet) : Betty Friedan, militante féministe, auteure de La Femme mystifiée, cofondatrice de NOW et du National Women's Political Caucus (en)
- Sarah Paulson (VF : Juliette Poissonnier) : Alice Macray, militante de STOP ERA, amie de Phyllis Schlafly

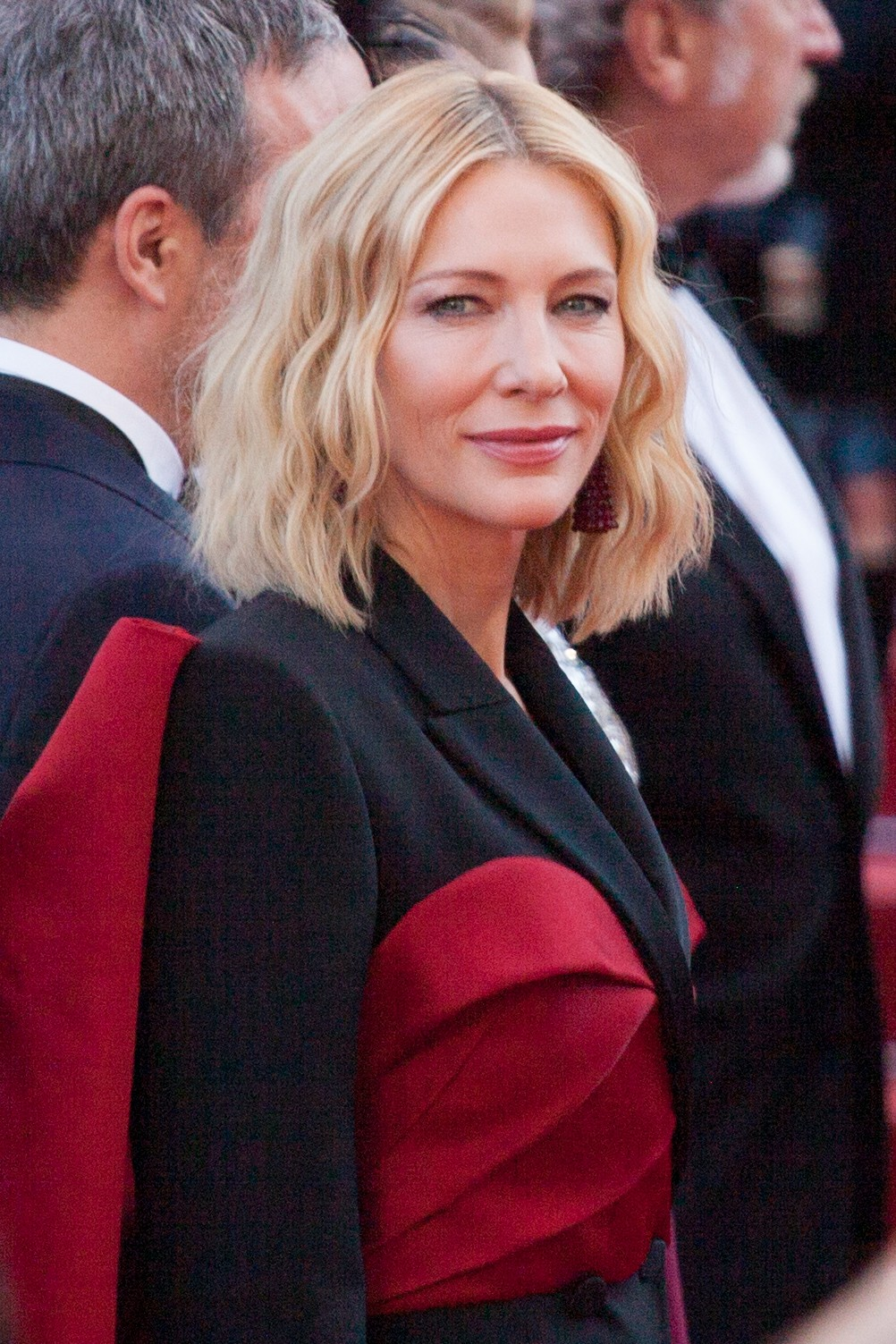
Cate Blanchett dans le rôle de Phyllis Schlafly.
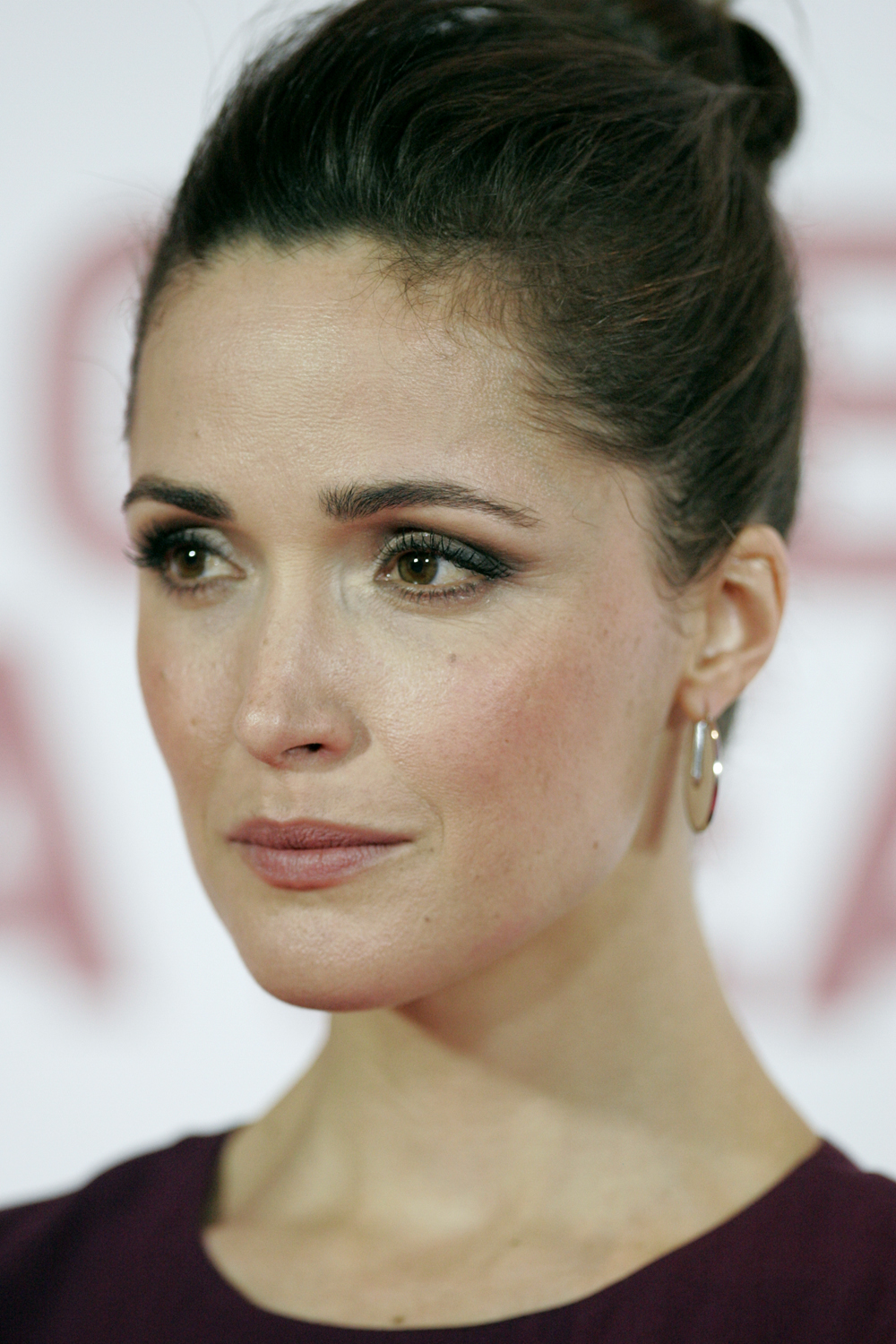
Rose Byrne dans le rôle de Gloria Steinem.
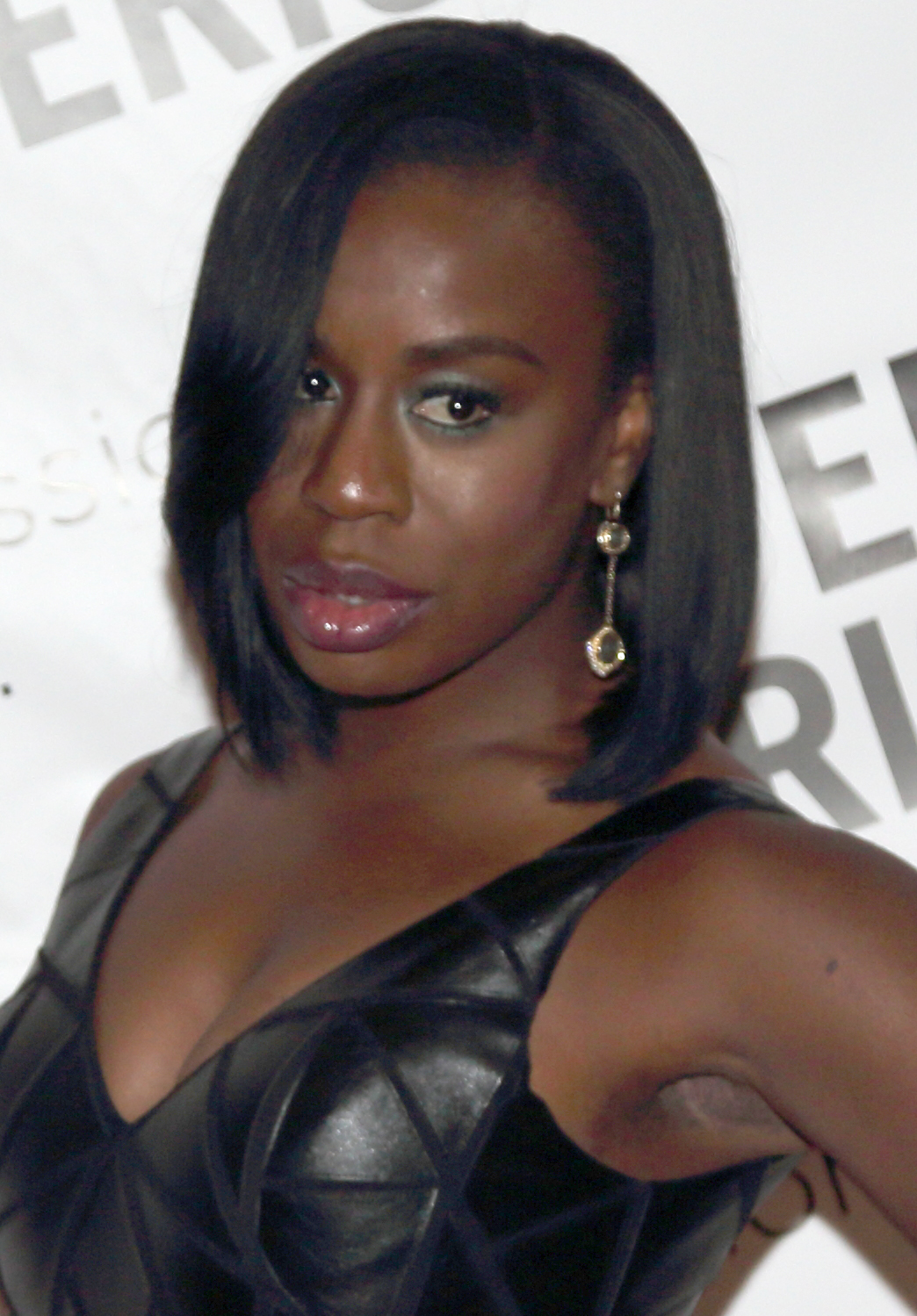
Uzo Aduba dans le rôle de Shirley Chisholm.
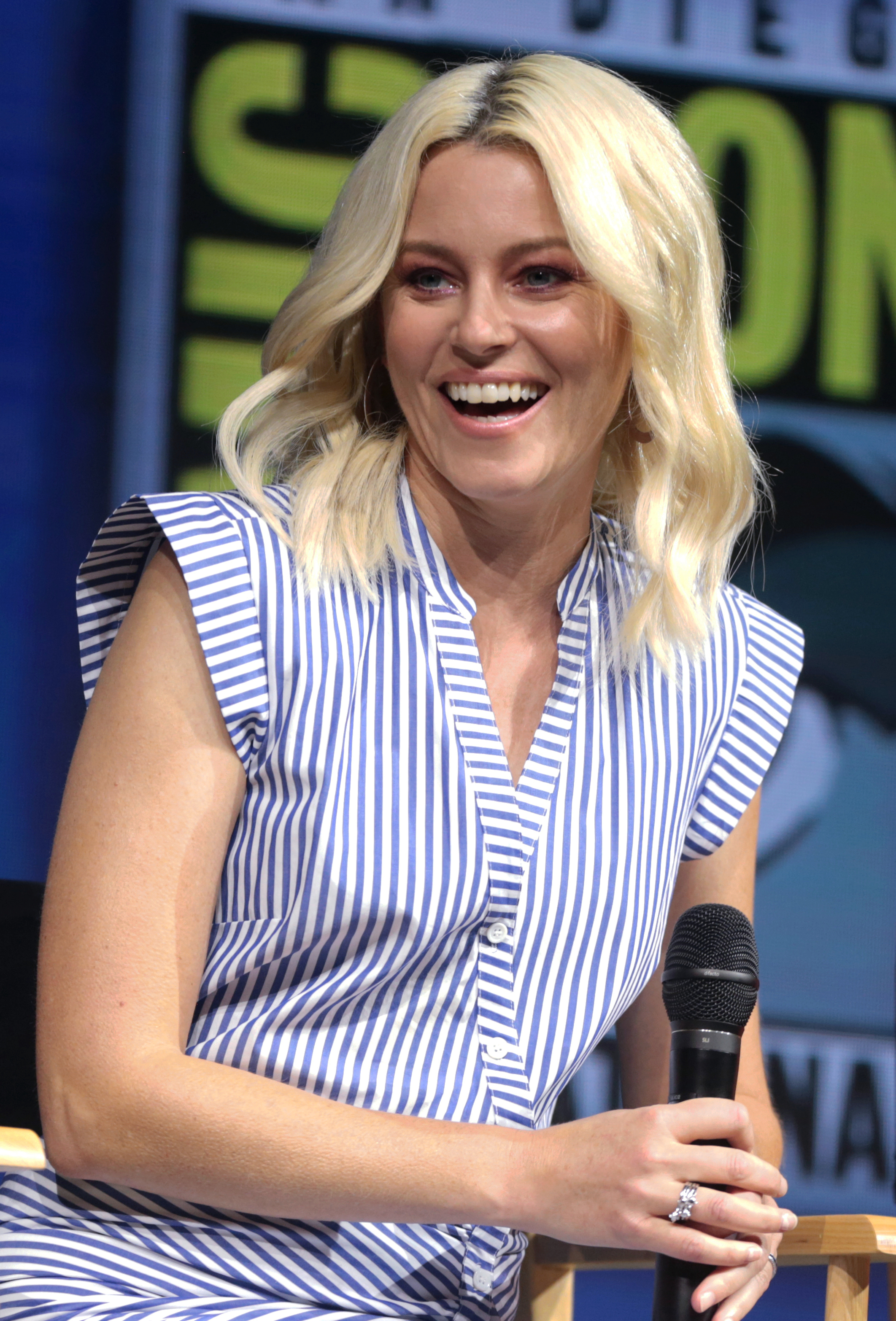
Elizabeth Banks dans le rôle de Jill Ruckelshaus.
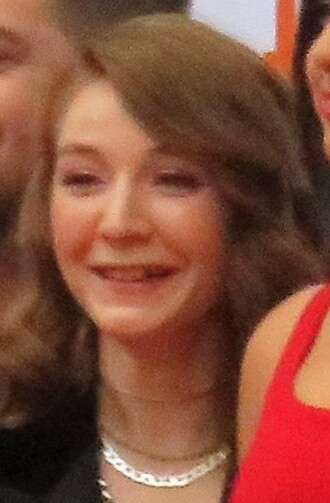
Kayli Carter dans le rôle de Pamela .
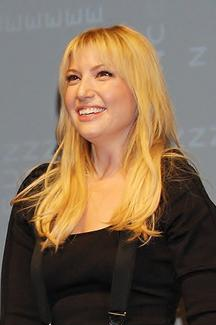
Ari Graynor dans le rôle de Brenda Feigen.
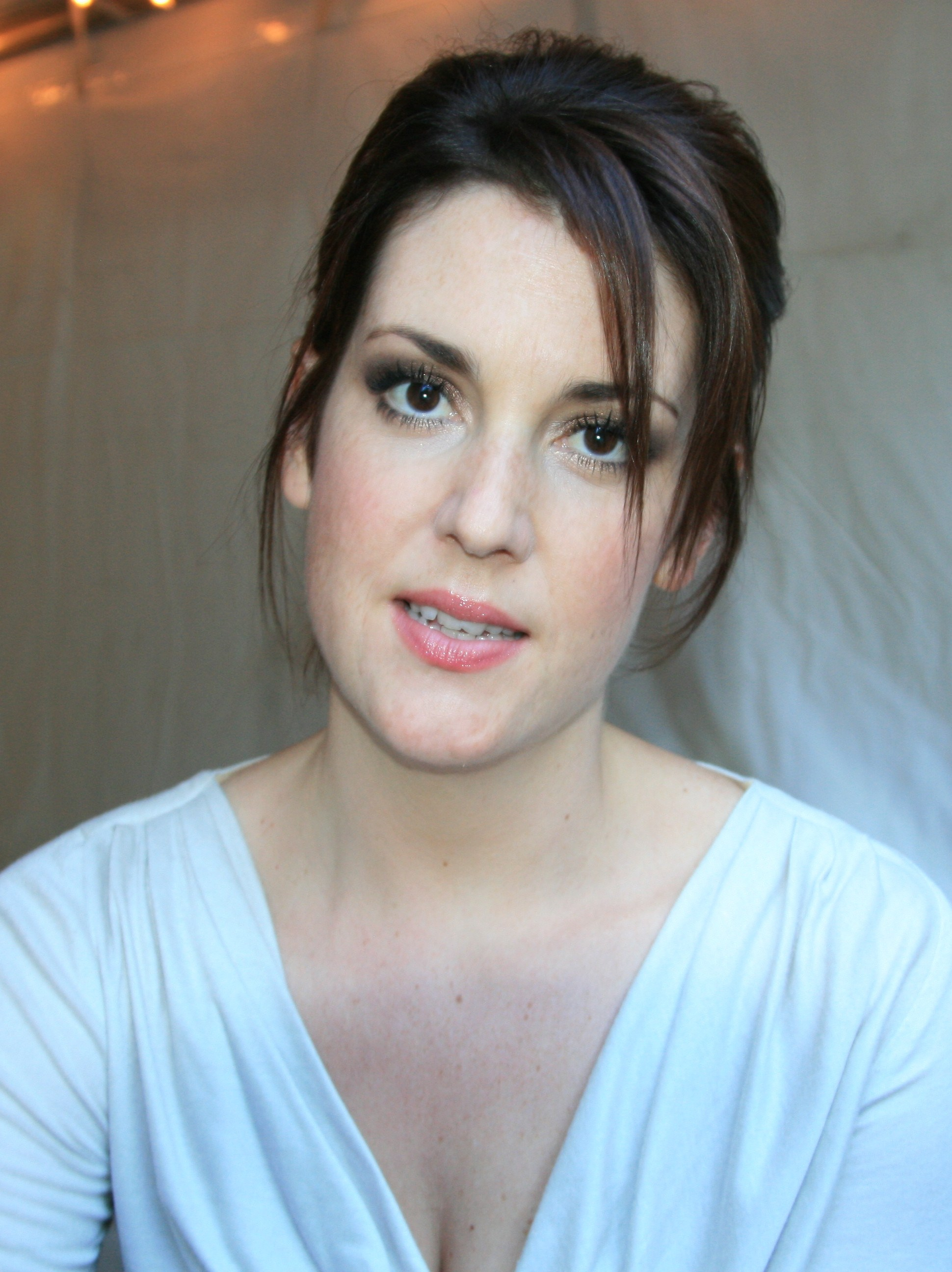
Melanie Lynskey dans le rôle de Rosemary Thomson.
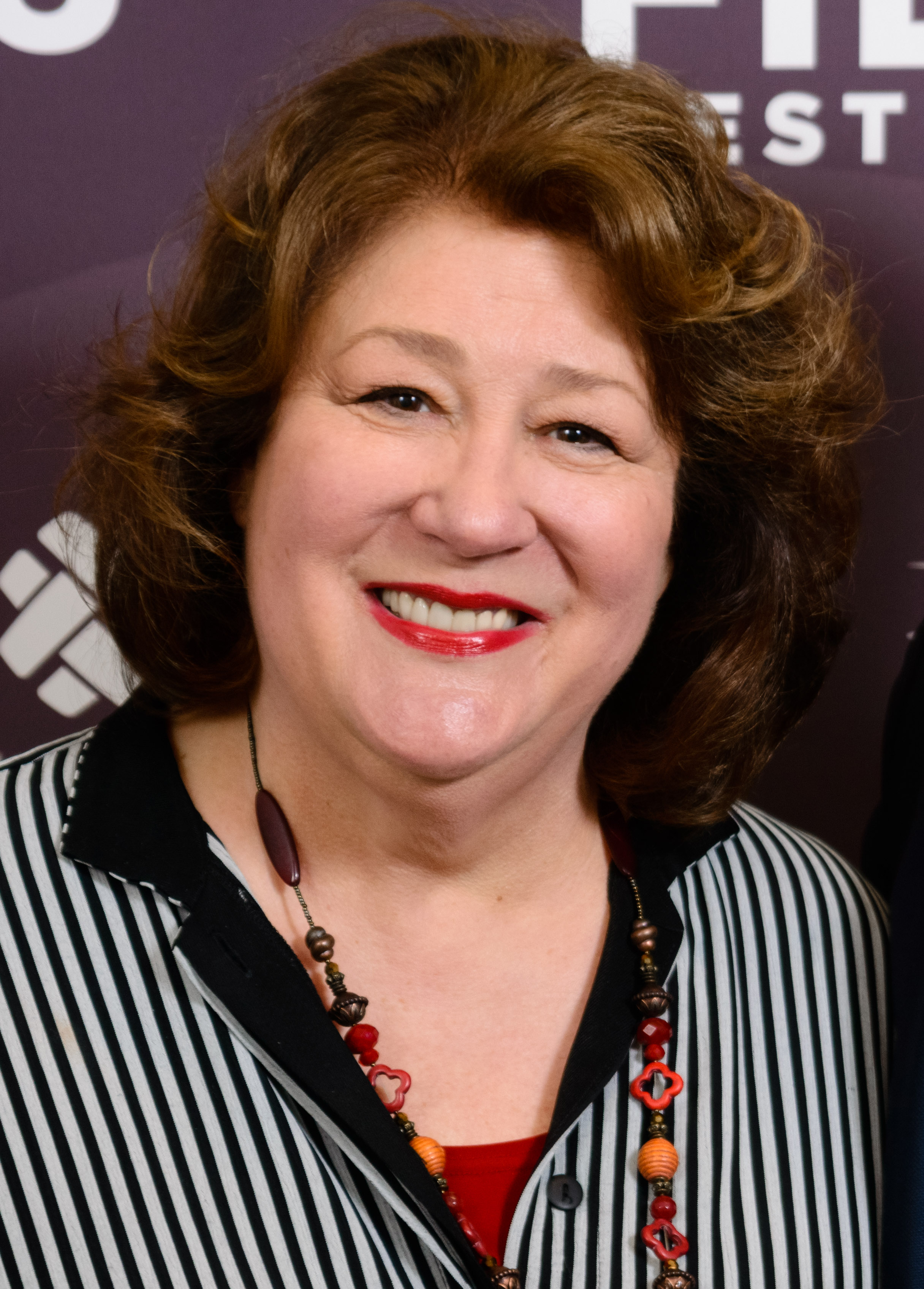
Margo Martindale dans le rôle de Bella Abzug.
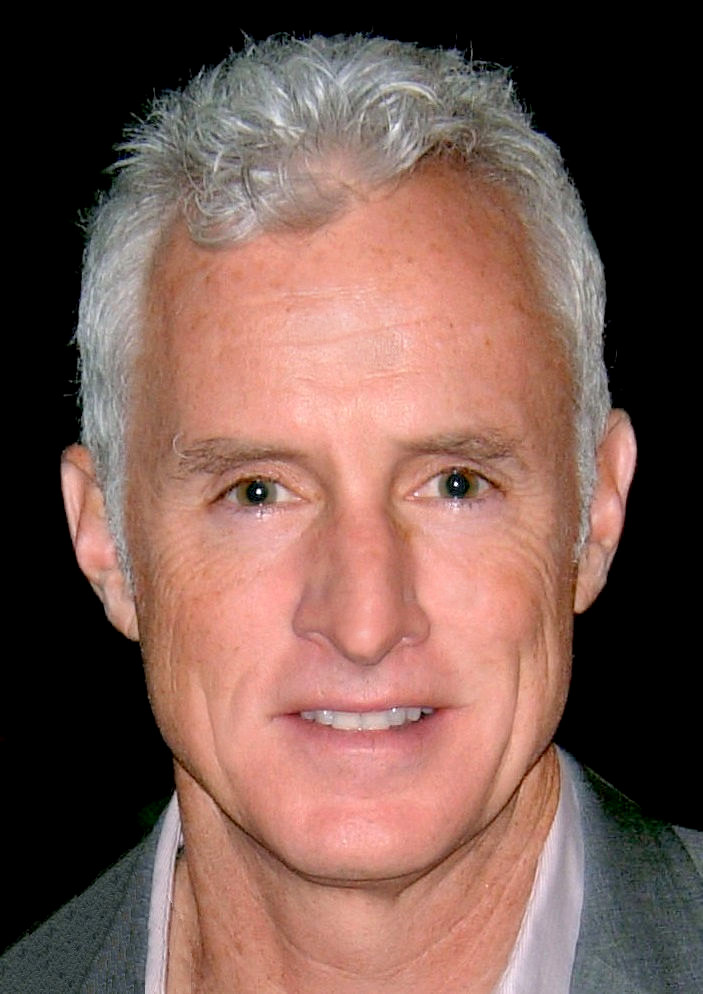
John Slattery dans le rôle de Fred Schlafly.
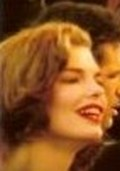
Jeanne Tripplehorn dans le rôle d'Eleanor Schlafly.
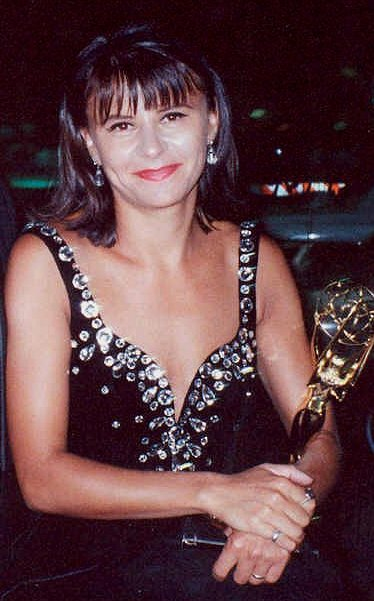
Tracey Ullman dans le rôle de Betty Friedan.
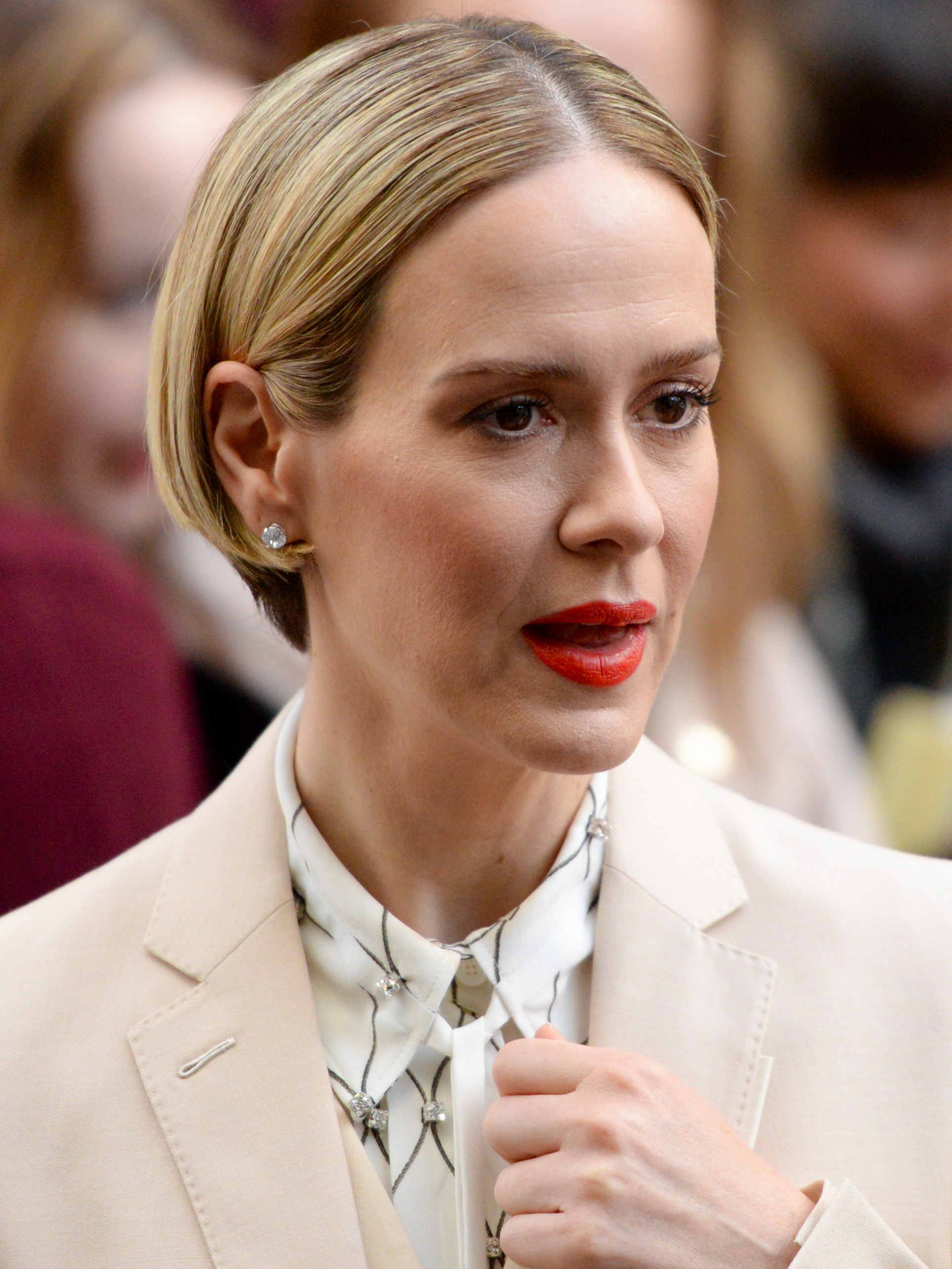
Sarah Paulson dans le rôle d'Alice Macray.

### Acteurs récurrents
- Niecy Nash : Flo Kennedy, avocate, féministe, militante en faveur des droits civiques, cofondatrice du National Women's Political Caucus (en)
- James Marsden (VF : Damien Boisseau) : Phil Crane, parlementaire républicain, allié du mouvement STOP ERA
- Olivia Scriven : Liza Schlafly, fille de Phyllis et Fred Schlafly
- Bria Henderson : Margaret Sloan-Hunter, féministe et militante en faveur des droits civiques, journaliste à Ms. Magazine
- Jay Ellis (VF : Olivier Benard) : Franklin A. Thomas (en), homme d'affaires qui a une liaison avec Gloria Steinem
- John Bourgeois : George McGovern, sénateur, candidat démocrate à l'élection présidentielle américaine de 1972
- Ben Rosenfield : John Schlafly, fils de Phyllis et Fred Schlafly
- Jake Lacy : John Stanley Pottinger (en), procureur général adjoint des États-Unis chargé des droits civiques
- Cindy Drummond : Lottie Beth Hobbs, militante conservatrice évangélique et membre de STOP ERA
- Annie Parisse : Midge Costanza (en), militante féministe et sociale, conseillère du président Jimmy Carter
- Anna Douglas : Jean O'Leary (en), militante féministe et lesbienne, compagne de Midge Costanza
- Melissa Joyner : Audrey Rowe Colom, militante en faveur des droits civiques, membre du National Women's Political Caucus (en)
- Teresa Pavlinek : Ann Patterson, militante de STOP ERA
- Andrea Navedo : Carmen Delgado Votaw (en), militante en faveur des droits civiques, membre du National Advisory Committee for Women (en)
- Melinda Page Hamilton : Mary Frances, présidente de la section STOP ERA de Louisiane
- David Eisner : Martin Abzug, mari de Bella Abzug
- Marcia Bennett : Odile Stewart, mère de Phyllis Schlafly
- Novie Edwards : Willie B. Reed, domestique de la famille Schlafly
- Brendan Cox : Bruce Schlafly, fils de Phyllis et Fred Schlafly

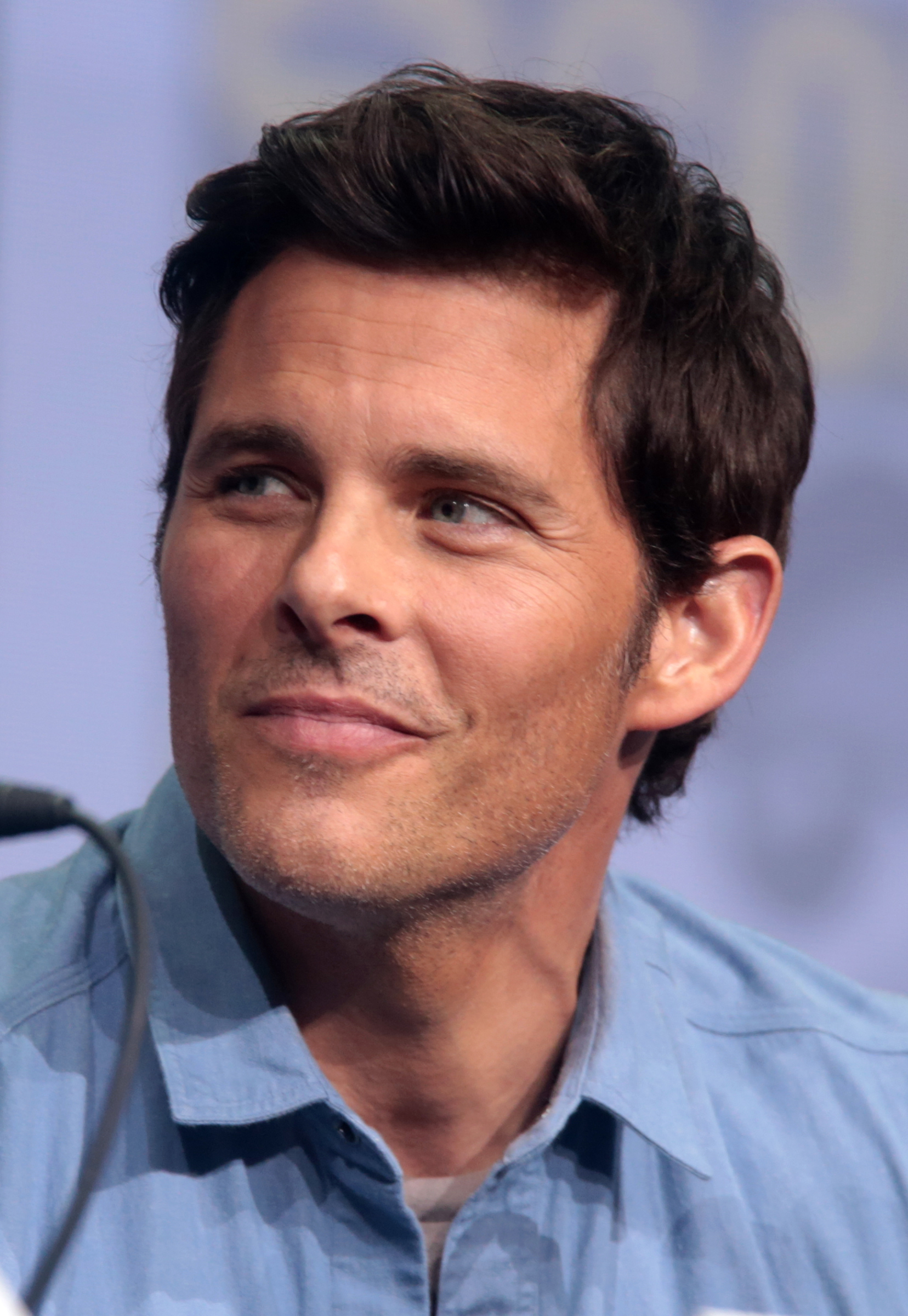
James Marsden dans le rôle de Phil Crane.
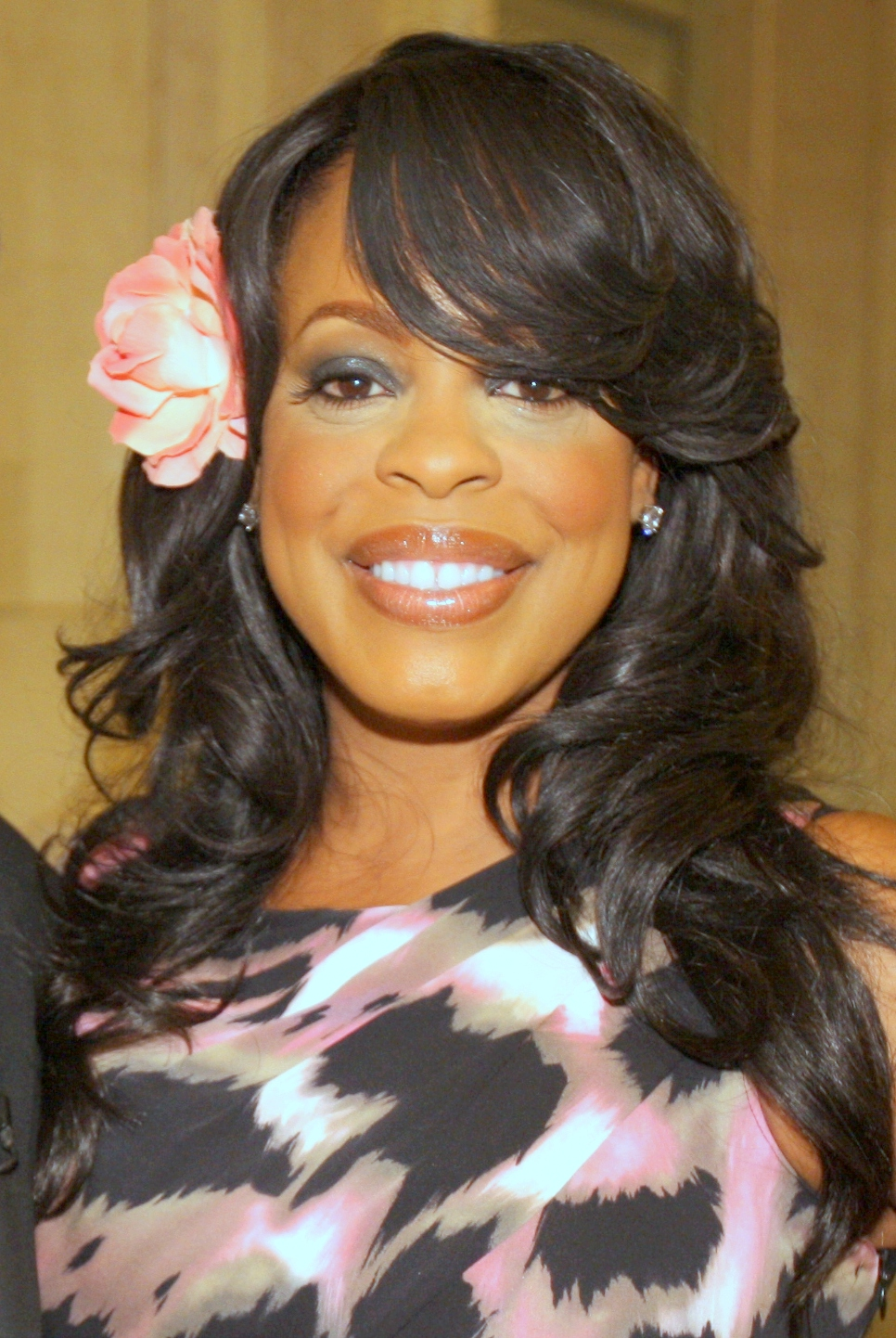
Niecy Nash dans le rôle de Flo Kennedy.
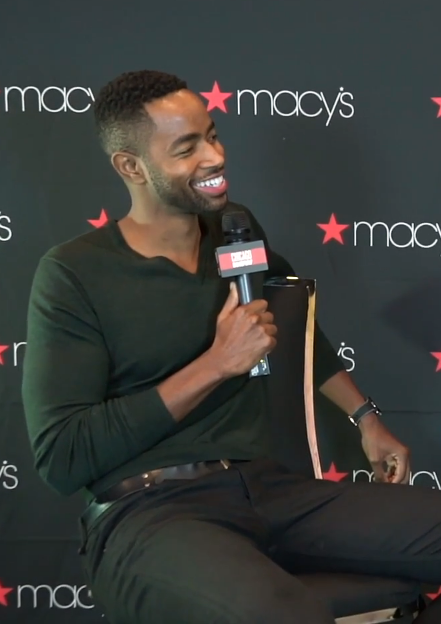
Jay Ellis dans le rôle de Franklin Thomas.
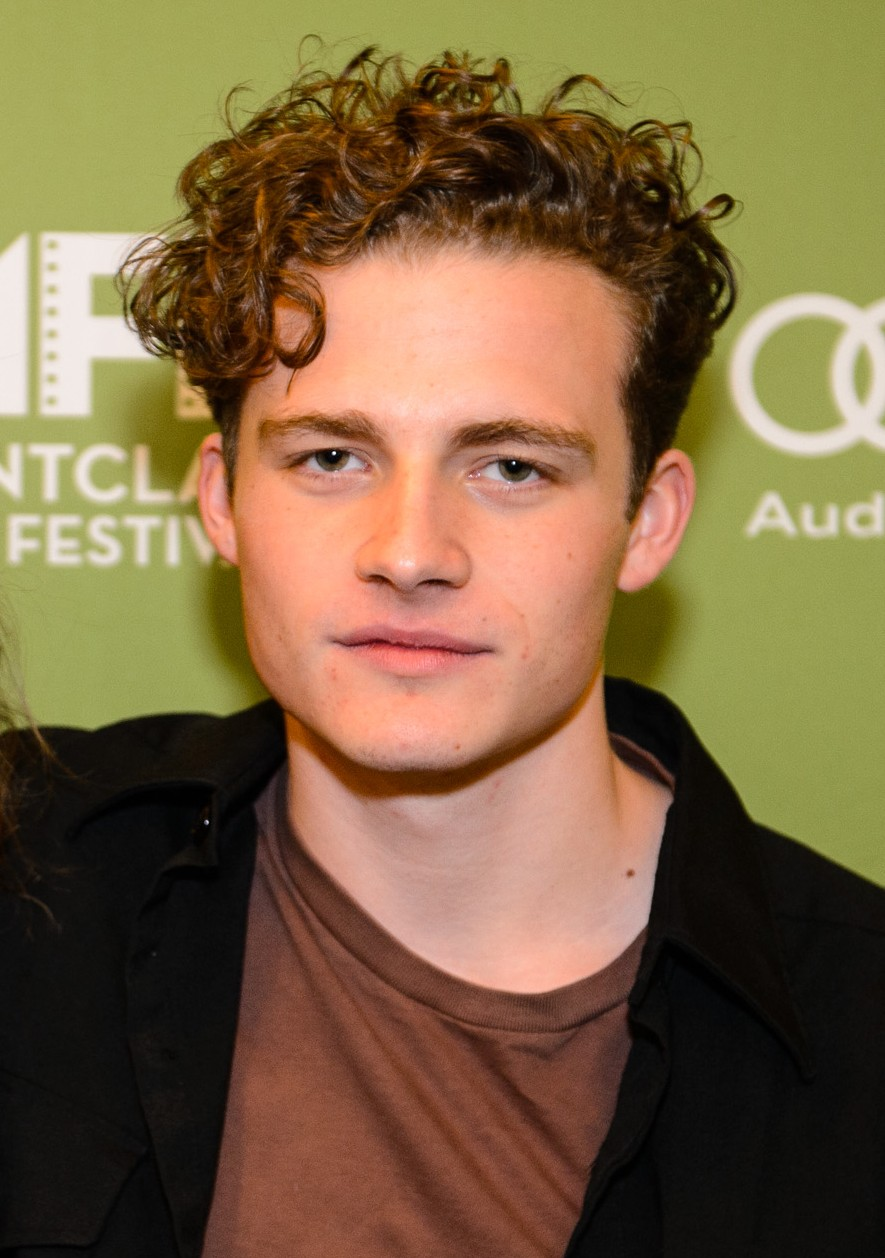
Ben Rosenfield dans le rôle de John Schlafly.
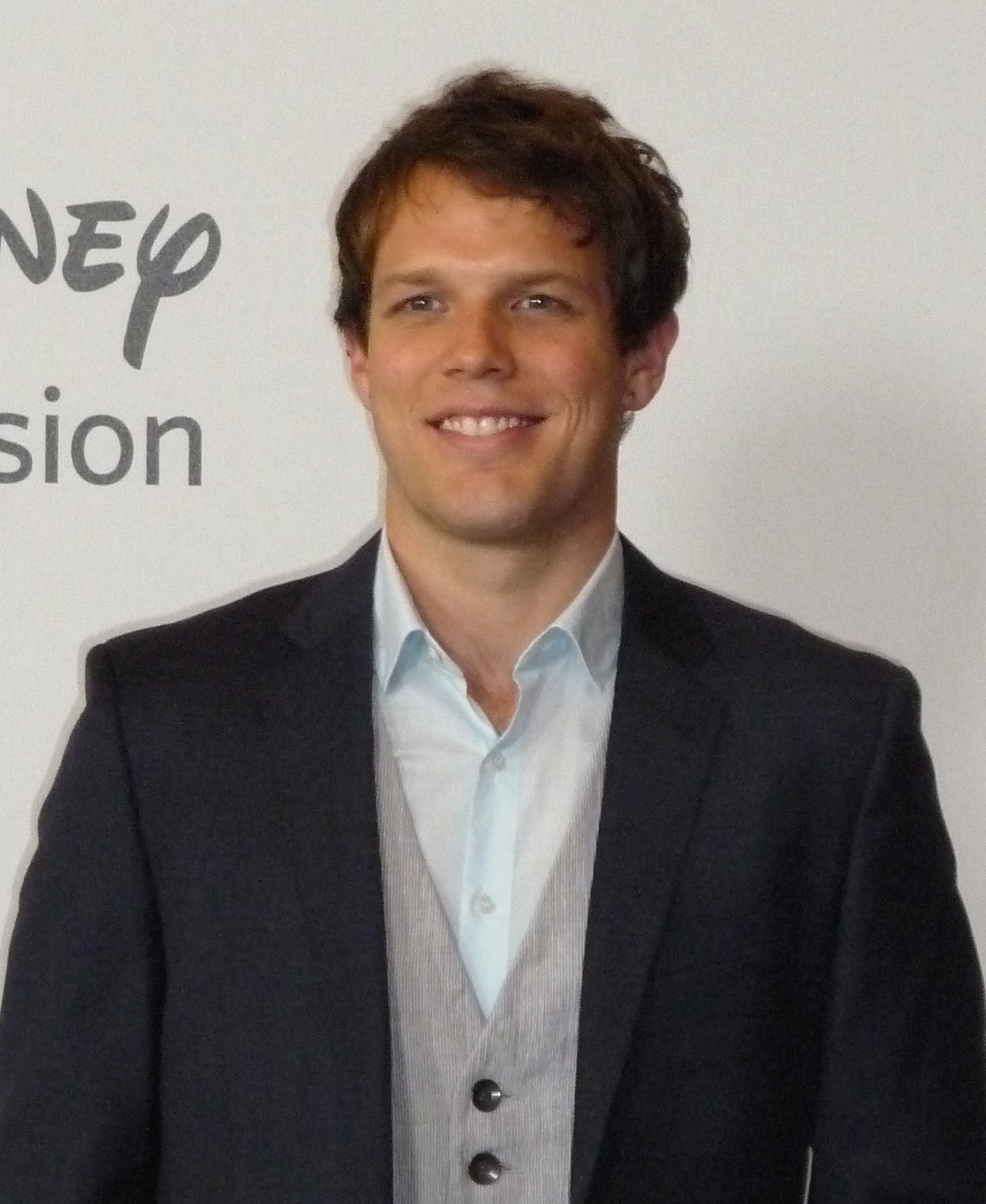
Jake Lacy dans le rôle de Stanley Pottinger.
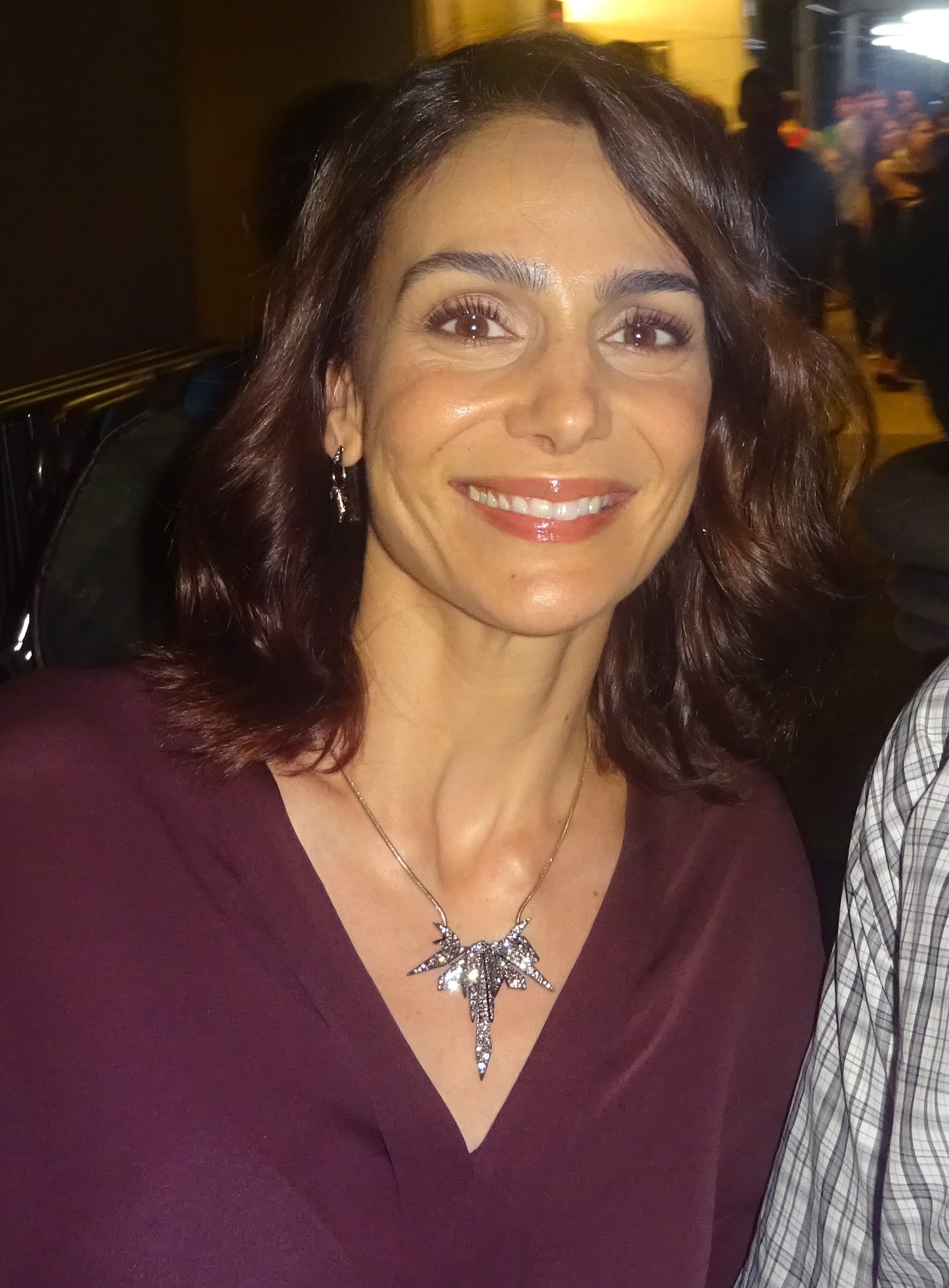
Annie Parisse dans le rôle de Midge Costanza.

### Invités
- Norm Lewis (VF : Olivier Benard) : Ron Dellums, parlementaire démocrate et ami de Shirley Chisholm
- Adam Brody : Marc Fasteau (en), avocat, mari de Brenda Feigen
- Bobby Cannavale (VF : Fred Colas) : Tom Snyder (en), présentateur télévisé
- Josh Hamilton : William Ruckelshaus, homme politique républicain, mari de Jill Ruckelshaus
- Tara Nicodemo : Ruth Bader Ginsburg, avocate, cofondatrice de Women's Rights Law Reporter (en)
- Roberta Colindrez : Jules, photographe qui a une liaison avec Brenda Feigen
- Miriam Shor (VF: Marion Dumas) : Natalie Gittelson, journaliste à Harper's Bazaar et meilleure amie de Betty Friedan
- Julie White : la femme du bar à la conférence de Houston de 1977 (en)
- Dan Beirne (en) : Hamilton Jordan, chef de cabinet de la Maison-Blanche sous la présidence de Jimmy Carter

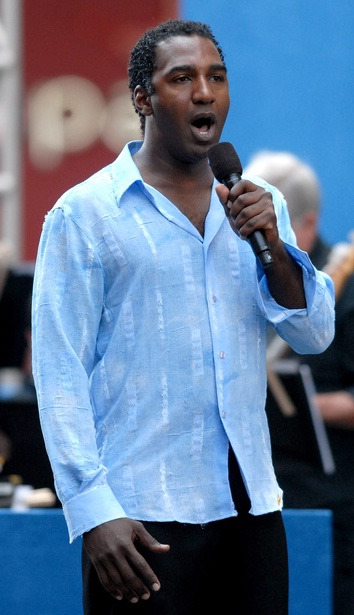
Norm Lewis dans le rôle de Ron Dellums
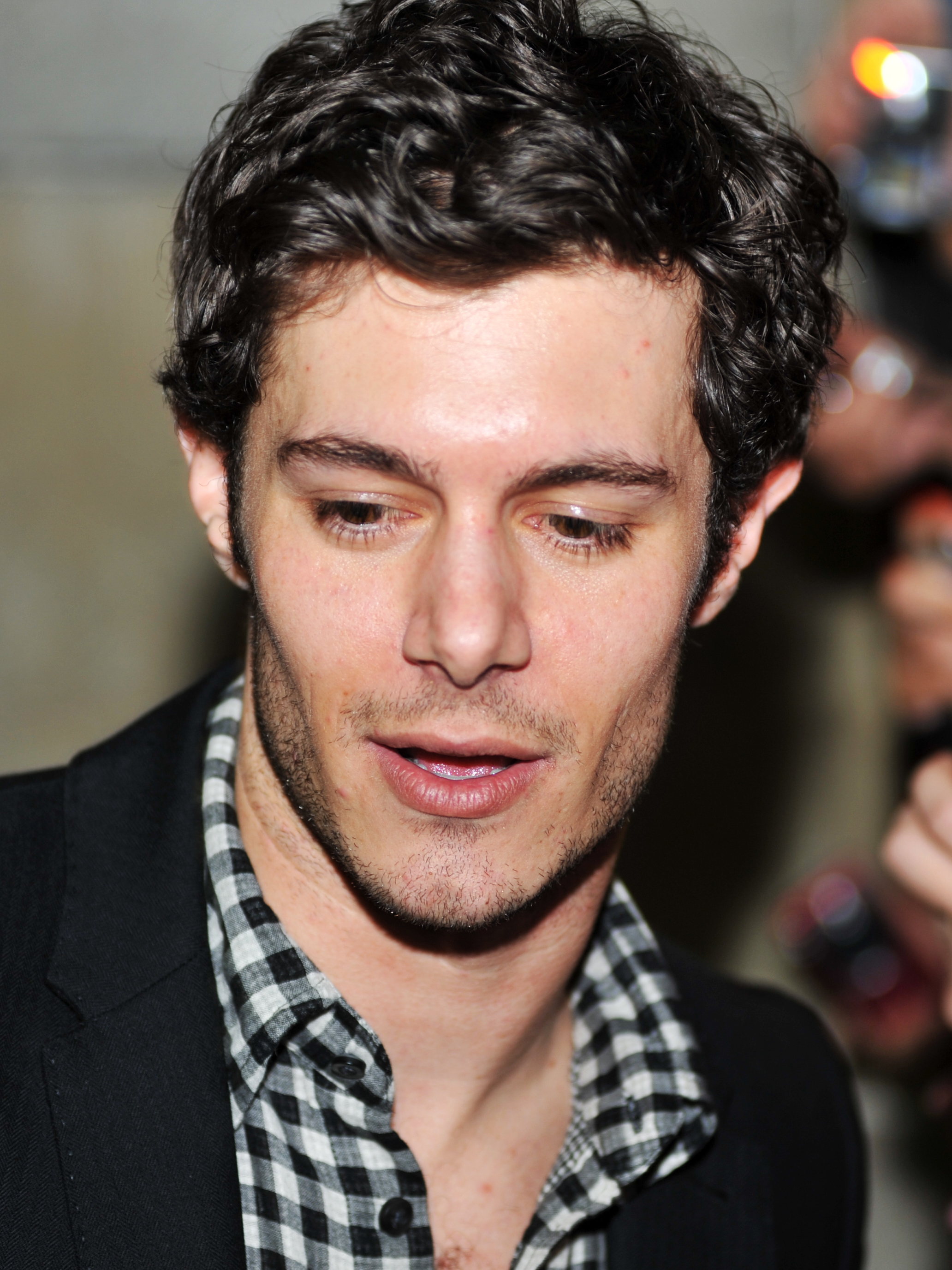
Adam Brody dans le rôle de Marc Fasteau
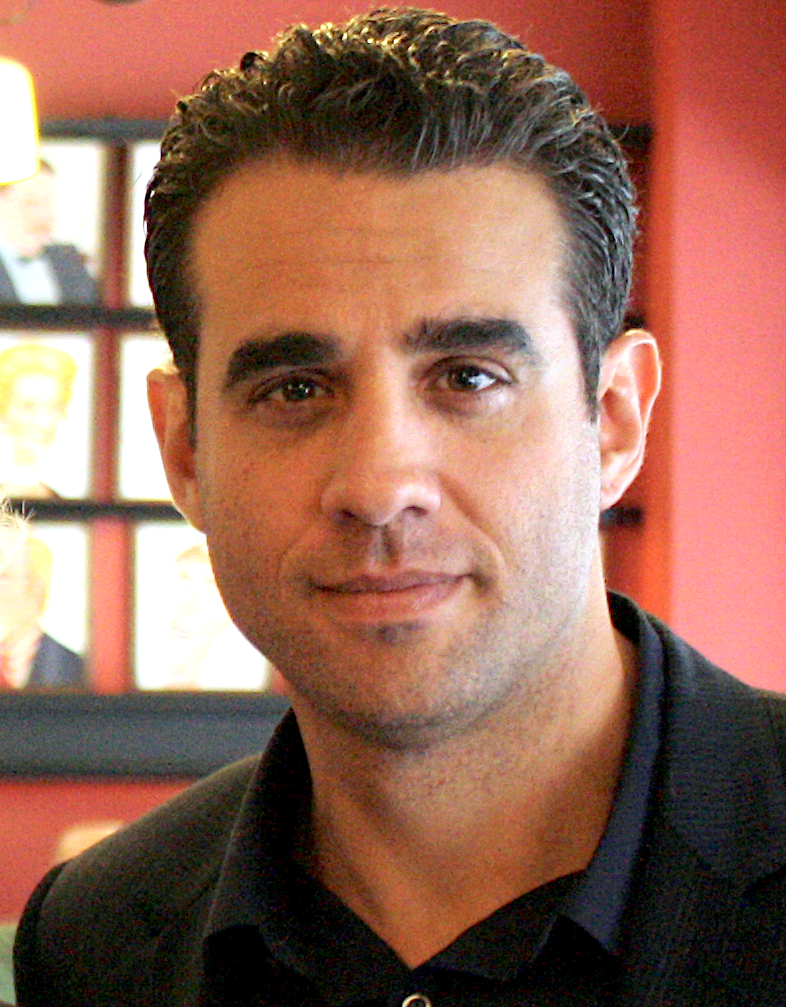
Bobby Cannavale dans le rôle de Tom Snyder
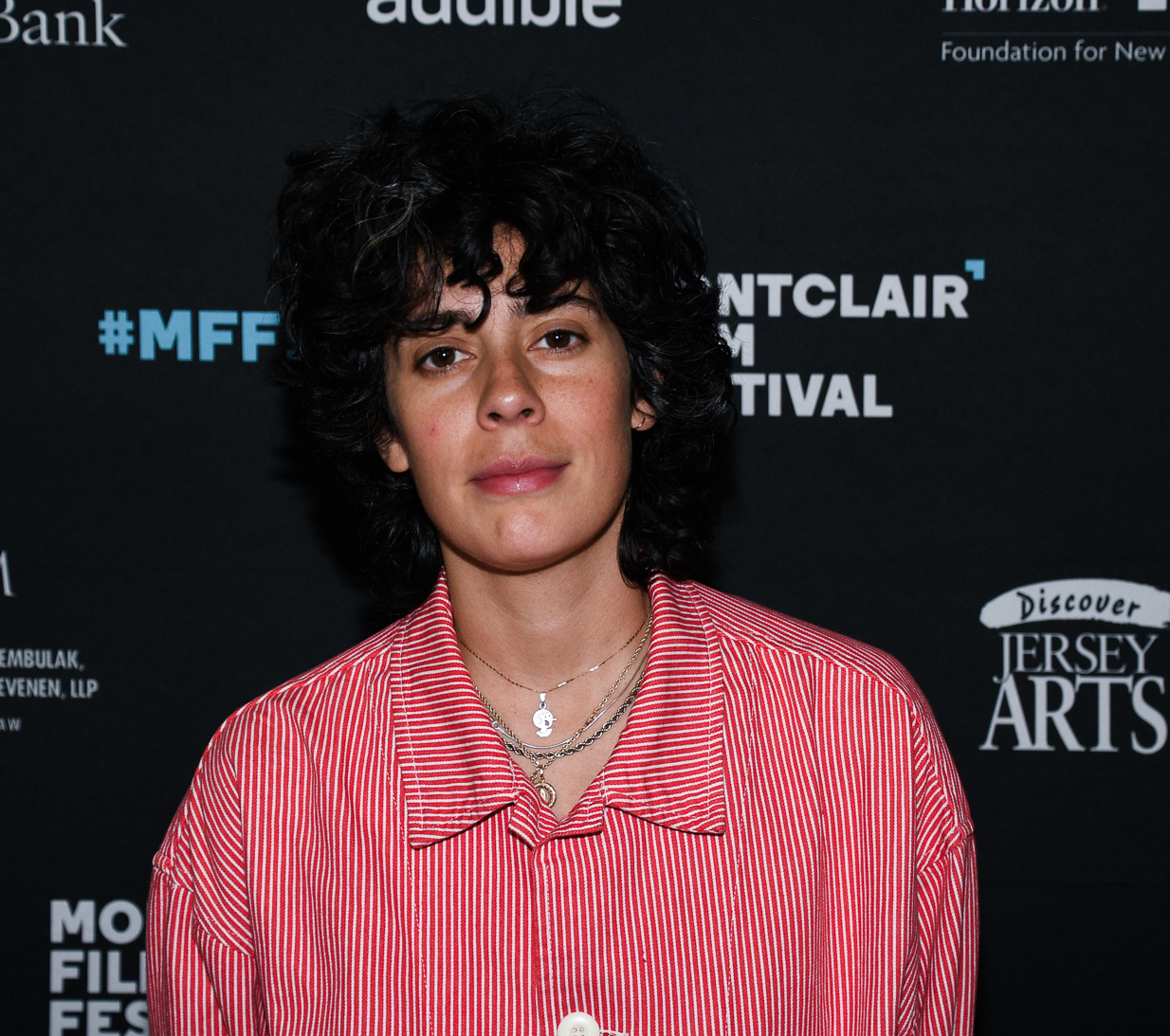
Roberta Colindrez dans le rôle de Jules
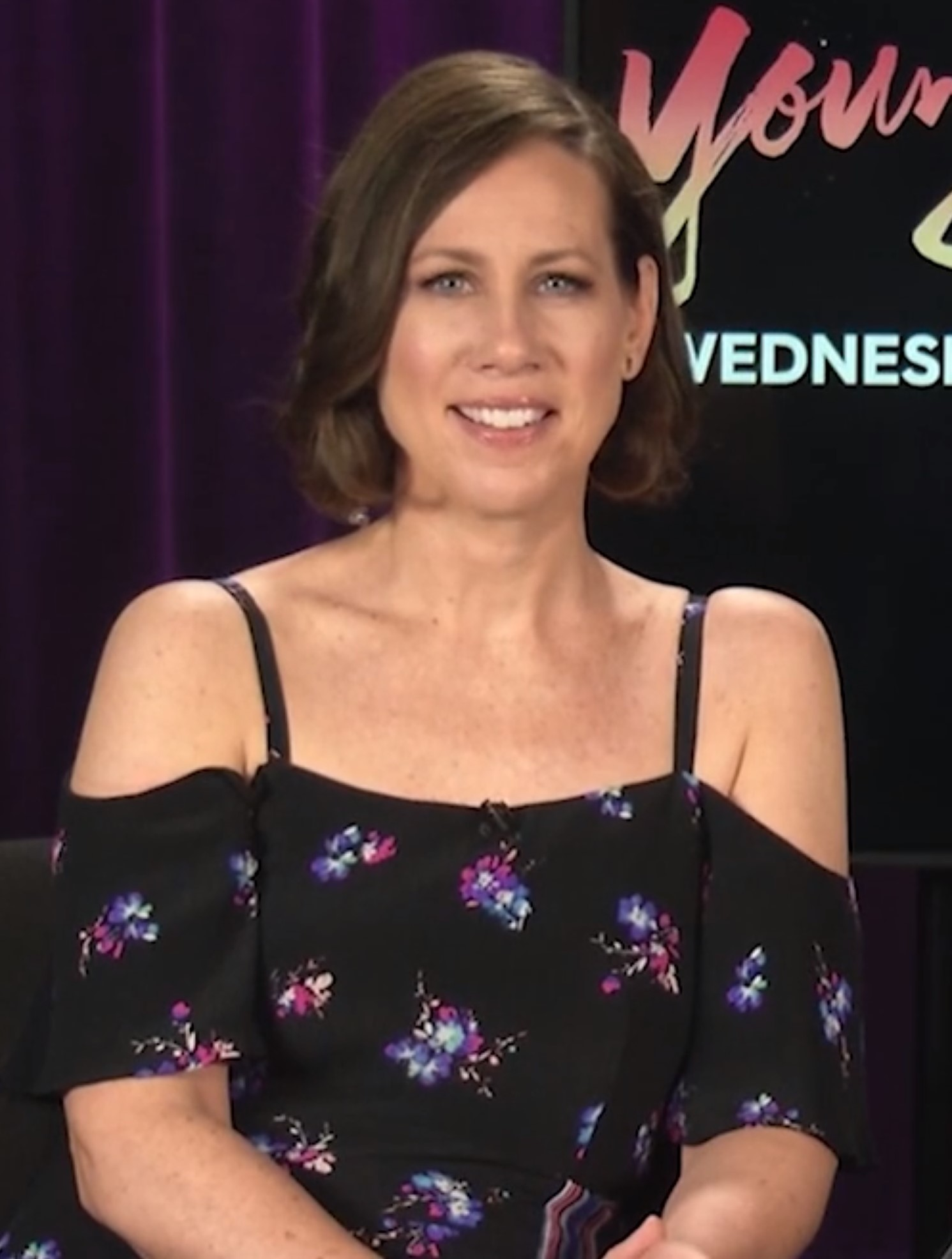
Miriam Shor dans le rôle de Natalie Gittelson
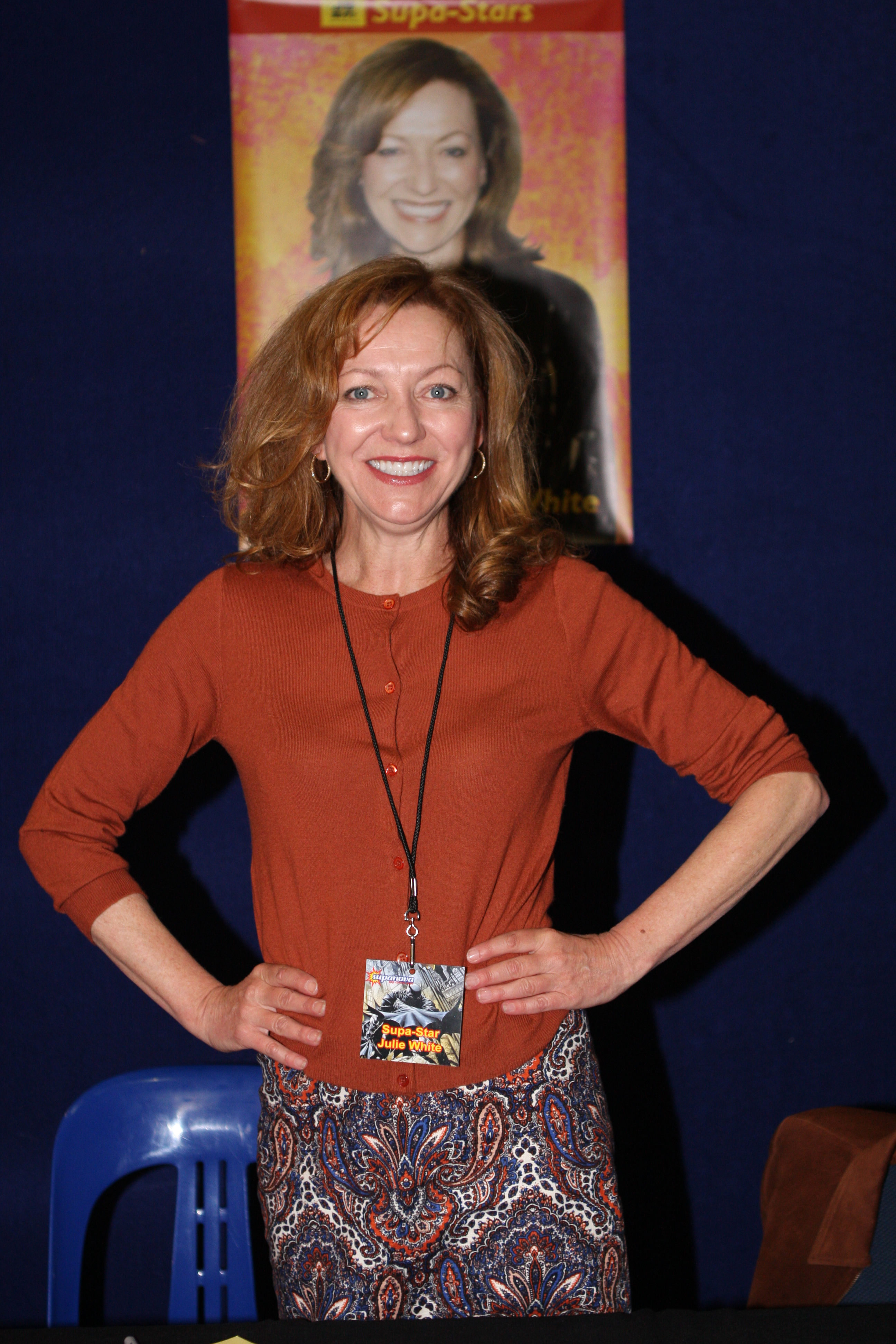
Julie White dans le rôle de Bar Woman

 Source et légende : version française (VF) sur RS Doublage  et selon le carton de doublage TV.

## Production

### Développement
En octobre 2018, la chaîne FX commande la mini-série. La série est diffusée à la fois sur FX et sur la plateforme Hulu, à la suite de l'accord entre FX et Hulu. La série est diffusée à partir du 15 avril 2020. Elle est composée de neuf épisodes.

### Casting
L'actrice Cate Blanchett rejoint la distribution principale et joue le rôle principal de la série. En mai 2019, Uzo Aduba, Rose Byrne, Kayli Carter, Ari Graynor, Melanie Lynskey, James Marsden, Margo Martindale, Sarah Paulson, John Slattery, Jeanne Tripplehorn et Tracey Ullman rejoignent la distribution principale.
En juin 2019, Elizabeth Banks rejoint également la distribution principale de la série.

## Épisodes
1. Phyllis
2. Gloria
3. Shirley
4. Betty
5. Phyllis & Fred & Brenda & Marc
6. Jill
7. Bella
8. Houston
9. Reagan